# Tribunal Internacional por Crímenes Contra la Humanidad Cometidos por el Consejo de Seguridad de Naciones Unidas en Iraq
El Tribunal Internacional por Crímenes Contra la Humanidad Cometidos por el Consejo de Seguridad de Naciones Unidas en Irak fue una iniciativa cívica de intelectuales, políticos y profesionales del Derecho de todo el mundo del ámbito de la izquierda, celebrada en Madrid los días 16 y 17 de noviembre de 1996, siguiendo el ejemplo del Tribunal Russell, para condenar moralmente las trágicas consecuencias del embargo de la ONU sobre la población civil del país mesopotámico.

## El Tribunal
Acusados: el Consejo de Seguridad de la ONU y todos sus miembros (con mención especial a Estados Unidos y Reino Unido). Cargos: genocidio, crímenes contra la humanidad y uso de armas de destrucción masiva contra el pueblo de Irak.
En el Tribunal figuraban miembros destacados como Ahmed Ben Bella, primer presidente de Argelia tras la independencia; Haider Abdel Shafi, diputado palestino y jefe de la delegación que acudió a la Conferencia de Paz para Oriente Medio en 1991; y Mohamed Basri, histórico líder del socialismo marroquí. Por parte española, entre otros, diputados como Pablo Castellano, Ángeles Maestro y Francisco Frutos, el economista Juan Francisco Martín Seco, el magistrado Joaquín Navarro Estevan, el ex eurodiputado Juan María Bandrés, los históricos sindicalistas Marcelino Camacho y Nicolás Redondo, y los catedráticos Javier Sádaba (filósofo) y Pedro Martínez Montávez (arabista). El exfiscal general de EE. UU. Ramsey Clark fue el encargado de leer el acta de acusaciones.